# United Hatzalah

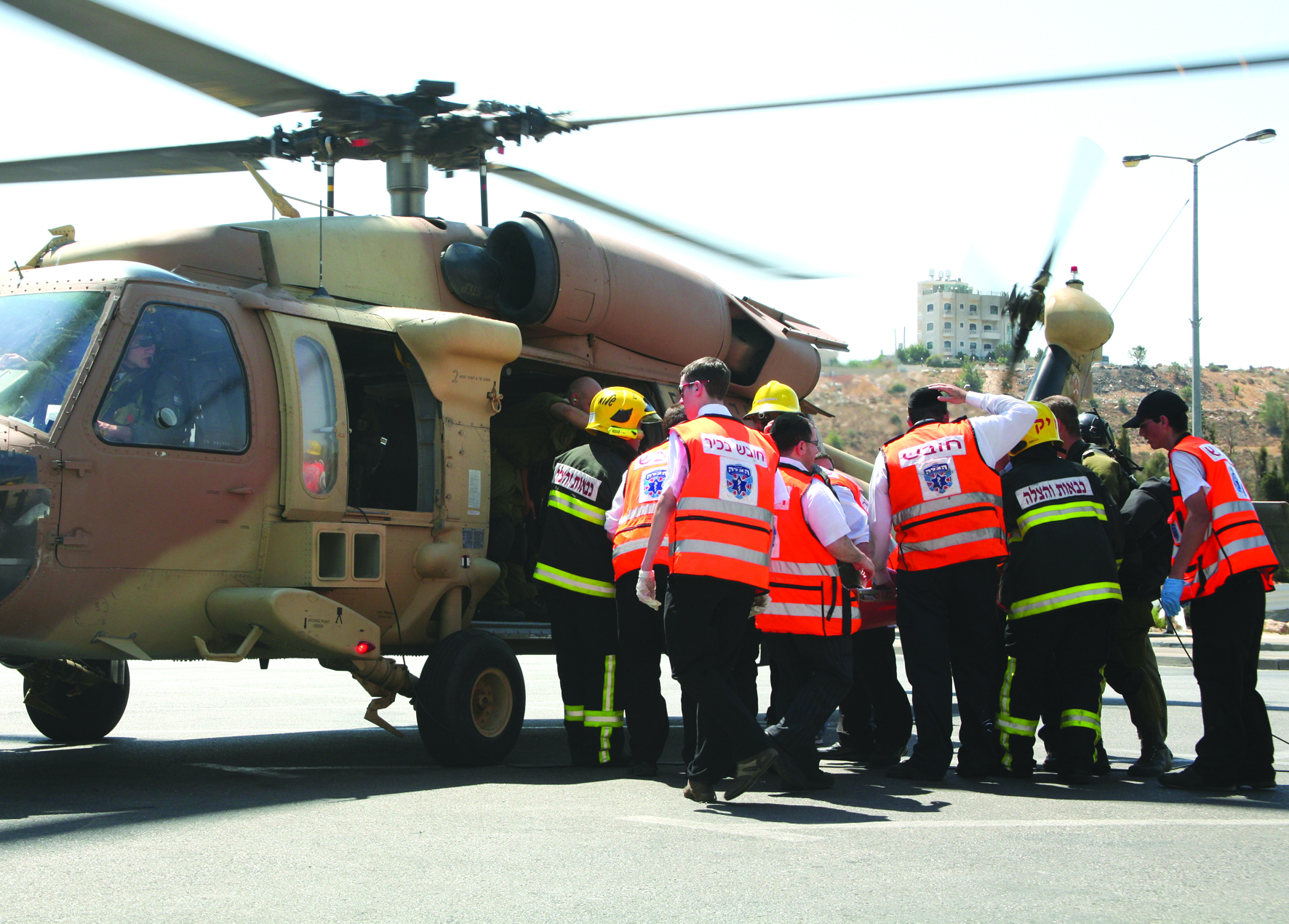
Helicóptero de rescate.

United Hatzalah (en español: rescate unido) (en hebreo: איחוד הצלה) es un servicio médico de emergencia voluntario (SEM) con sede en Jerusalén. United Hatzalah, es la sección israelí de Hatzalah, una organización benéfica que existe en varios países del Mundo. United Hatzalah, fue fundada en el año 2006, es una organización de emergencias médicas, sin ánimo de lucro, independiente y voluntaria, que tiene su ámbito de actuación en el estado de Israel, cuenta con más de 2.500 técnicos de emergencias médicas (TEM), paramédicos y médicos dispersos por todo el país.

## Centro de Mando
Desde su Centro de Mando, United Hatzalah utiliza una avanzada tecnología basada en el sistema de telefonía GPS para identificar a los voluntarios más próximos y más cualificados, que están cerca de una emergencia y las rutas de los voluntarios, todo ello a través de una aplicación para dispositivos móviles. Los cuadros de voluntarios civiles entrenados en todo Israel crean una red de socorristas, cada uno de ellos está equipado con motocicletas medicalizadas (llamadas ambuciclos) capaz de llegar hasta donde están las víctimas en pocos minutos. La organización se financia exclusivamente a través de los donativos y de la ayuda benéfica. 

## Contacto
Dentro de Israel, se puede contactar con United Hatzalah a través de un número directo de emergencia, el 1221, de todos modos, 
la mayor parte de la información se recibe directamente de los servicios nacionales de ambulancias. United Hatzalah a su vez alerta y se coordina con las ambulancias locales, los servicios de búsqueda y rescate, los equipos de extinción de incendios, y la policía cuando es necesario.

## Misión
La misión de United Hatzalah es proporcionar asistencia médica para salvar vidas durante el periodo crítico entre el inicio de una emergencia y la llegada de la ambulancia. Sus servicios son gratuitos sin importar la raza, la religión, o el origen étnico del paciente. United Hatzalah ha sido señalado como una organización clave para la seguridad nacional por parte de las Fuerzas de Defensa de Israel (FDI). El centro de mando de United Hatzalah funciona 24 horas del día, 7 días a la semana, y 365 días al año. Su objetivo último es reducir el tiempo de respuesta de una media nacional previa de 20 minutos hasta los 90 segundos, ya que este es un margen de tiempo crítico para salvar una vida.